# Амбой (Вашингтон)
Амбой (англ. Amboy) — переписна місцевість (CDP) в США, в окрузі Кларк штату Вашингтон. Населення — 1800 осіб (2020).

## Географія
Амбой розташований за координатами 45°55′1″ пн. ш. 122°28′42″ зх. д. / 45.91694° пн. ш. 122.47833° зх. д. (45.916967, -122.478220).  За даними Бюро перепису населення США в 2010 році переписна місцевість мала площу 25,91 км², з яких 25,86 км² — суходіл та 0,04 км² — водойми.

## Демографія
Згідно з переписом 2010 року, у переписній місцевості мешкало 1608 осіб у 535 домогосподарствах у складі 418 родин. Густота населення становила 62 особи/км².  Було 569 помешкань (22/км²).
Расовий склад населення:
| - 95,8 % — білих - 1,1 % — корінних американців - 0,8 % — азіатів - 0,2 % — чорних або афроамериканців |

До двох чи більше рас належало 1,2 %. Частка іспаномовних становила 2,6 % від усіх жителів.
За віковим діапазоном населення розподілялося таким чином: 32,0 % — особи молодші 18 років, 57,2 % — особи у віці 18—64 років, 10,8 % — особи у віці 65 років та старші. Медіана віку мешканця становила 37,1 року. На 100 осіб жіночої статі у переписній місцевості припадало 104,6 чоловіків;  на 100 жінок у віці від 18 років та старших — 103,3 чоловіків також старших 18 років.
Середній дохід на одне домашнє господарство  становив 74 498 доларів США (медіана — 62 212), а середній дохід на одну сім'ю — 74 023 долари (медіана — 60 192). Медіана доходів становила 61 136 доларів для чоловіків та 61 750 доларів для жінок. За межею бідності перебувало 10,8 % осіб, у тому числі 9,2 % дітей у віці до 18 років та 0,0 % осіб у віці 65 років та старших.
Цивільне працевлаштоване населення становило 580 осіб. Основні галузі зайнятості: освіта, охорона здоров'я та соціальна допомога — 19,7 %, виробництво — 18,4 %, транспорт — 15,0 %, будівництво — 13,3 %.